# غریبه‌ها در شب
«غریبه‌ها در شب» (به انگلیسی: Strangers in the Night) ترانه‌ای محبوب است که در ابتدا آوو اوِزیان تحت عنوان «گیتار شکسته» آن را ساخت و بعداً برت کامپفرت همراه با چالرز سینگلتون و ادی اسنایدر با متن انگلیسی آن را دوباره انتشار کردند. این آهنگ در اصل تحت عنوان «بدی بای» به عنوان بخشی از موسیقی فیلم مردی می‌توانست به قتل برسد ساخته شد و در سال ۱۹۶۶ با خوانندگی فرانک سیناترا معروف شد.
این آهنگ که رتبه اول را درجدول بیلبورد هات ۱۰۰ و جدول تک‌آهنگ‌های بریتانیا کسب کرد، آهنگ اصلی آلبوم سال ۱۹۶۶ فرانک سیناترا غریبه‌ها در شب بود که پرفروش‌ترین آلبوم او شد. سیناترا با این آهنگ برنده جایزه گرمی برای بهترین ضبط سال و بهترین خواننده مرد برای آواز پاپ در سال ۱۹۶۷ شد.

## جزئیات
یکی از خاطره‌انگیزترین و شناخته‌شده‌ترین جنبه‌های این آهنگ، پاسخ بداهه سبناترا به ملودی با سیلاب‌های «دو بی دو بی دو» است که در انتهای آن محو می‌شود. البته بسیاری از طرف‌داران اعتقاد دارند که بداهه سیناترا بسیار زود قطع می‌شود و در ضبط جدیدی از این آهنگ، به جای ۲:۳۵ ثانیه، زمان آهنگ ۲:۴۵ ثانیه شد که این ۱۰ ثانیه اضافی در ادامه بداهه سیناترا است.
این آهنگ در ۱۱ آوریل ۱۹۶۶، یک ماه قبل از بقیه آلبوم ضبط شد. سیناترا از آن بدش می‌آمد و آن را در جایی «تکه گه» و «بدترین آهنگی که تا حالا شنیده‌ام» می‌نامید. با این حال، بر خلاف نظر او، این اولین بار بعد از ۱۱ سال بود که آهنگی از او در جداول شماره یک می‌شد و تا ۱۵ هفته در صدر فهرست باقی ماند.

## حق تألیف
گفته می‌شود که ایو روبیچ خواننده کروات، سازنده اصلی غریبه‌ها در شب است و بعد از این که در هیچ مسابقه‌ای در یوگسلاوی برنده نشد، حقوق آن را به کامپفرت فروخت. این امر تاکنون اثبات نشده‌است. روبیچ خواننده نسخه کروات این آهنگ به نام «Stranci u Noći» بود که شرکت یوگوسلاو جوگوتان آن را در سال ۱۹۶۶ منتشر کرد و در جلد آن از ب. کامپفرت و پ. رنوتا (سازنده متن کروات آهنگ) به عنوان نویسندگان نام برده‌است. اصل این آهنگ عنوان بدی بای به عنوان بخشی از موسیقی فیلم مردی می‌توانست به قتل برسد است. عبارت غریبه‌ها در تاریکی بعد از ساخت آهنگ، هنگامی که شرکت روزولت موزیک از اسنایدر و سینگلتون خواست که متنی را به این آهنگ اضافه کند، ساخته شد. Stranci u Noći ترجمه تحت‌الفظی این عبارت است.
در ۱۹۶۷ آهنگ‌ساز فرانسوی میشل فیلیپ-ژرارد ادعا کرد که ملودی آهنگ بر اساس ساخته او تانگوی جادویی است که در ۱۹۵۳ در نیویورک منتشر شده‌است. حق امتیاز آن بسته شد تا اینکه دادگاهی در پاریس دعوی حق امتیاز را با این استدلال که بسیاری از آهتگ‌ها بر اساس فاکتورهای ثابت مشابه هستند، ملغی کرد.

## بازخوانی
غریبه‌ها در شب به دست هنرمندان بسیاری بازخوانی شده‌است:
- پیتر بیل
- ویکی کار
- پتولا کلارک
- دلیده
- کونی فرانسیس
- آنیتا کر سینگرز
- برندا لی
- ال مارتینو
- بت میدلر
- جانی ماتیس
- کیک
- ایوو روبیچ
- گرهارد وندلاند
- رودنی دنجرفیلد